# Gisant de Jehan Duval
Le gisant de Jehan Duval († 1519) dans l'église Saint-Hilare à Saint-Illiers-la-Ville, une commune du département des Yvelines dans la région Île-de-France en France, est un gisant du XVIe siècle. Il a été classé monument historique au titre d'objet le 17 juin 1977.

## Description
Cet enfeu avec le gisant en pierre se trouve au pignon de la chapelle sud, sous un vitrail du XVIIIe siècle. Il s'agit d'une niche funéraire dans la paroi, dont le fond plat est percé d'un oculus donnant sur le cimetière extérieur. Une arcade surbaissée et grillagée de fines arcatures gothiques est aménagée dans l'épaisseur du mur et laisse entrevoir un gisant représentant Jehan Duval, comme l'indique une inscription. 